# L'ultima sfida (film 1951)
L'ultima sfida (Fort Worth) è un film del 1951 diretto da Edwin L. Marin.